# Scalacronica
Scalacronica est une chronique écossaise écrite en  anglo-normand par le chevalier Sir Thomas Gray.
Écrite par Sir Thomas Gray de Heaton dans le Northumberland lors de son emprisonnement de deux ans par les Écossais à Édimbourg après avoir été capturé à la bataille de Nesbit Moor en 1355, cette chronique, qui relate l’histoire de la Grande-Bretagne de 1066 à 1362, est connue comme l’un des premiers documents historiques rédigés par un membre de la noblesse anglaise. Elle aurait été rédigée à la suite d’un rêve où lui serait apparue une Sibylle accompagnée d’un Cordelier tenant une échelle à cinq barreaux, d’où le nom de Scalacronica (Chronique de l’échelle). Elle est, en conséquence, divisée en quatre tomes indiquant chacun des quatre barreaux inférieurs de l’échelle.
Cette chronique montre les perspectives politiques de la classe régnante anglaise sur le reste du monde. Bien qu’elle soit fondée sur d’autres sources en existence à l’époque, Thomas Gray a également eu recours à ses propres souvenirs et aux histoires qu’il a entendu son père raconter lors de sa jeunesse pour compléter l’histoire à partir d’Édouard Ier, d’Édouard II et Édouard III au service desquels il était.
Le seul manuscrit connu de cette chronique repose à l’université de Cambridge.